# Mitteldeutsches Chemiedreieck

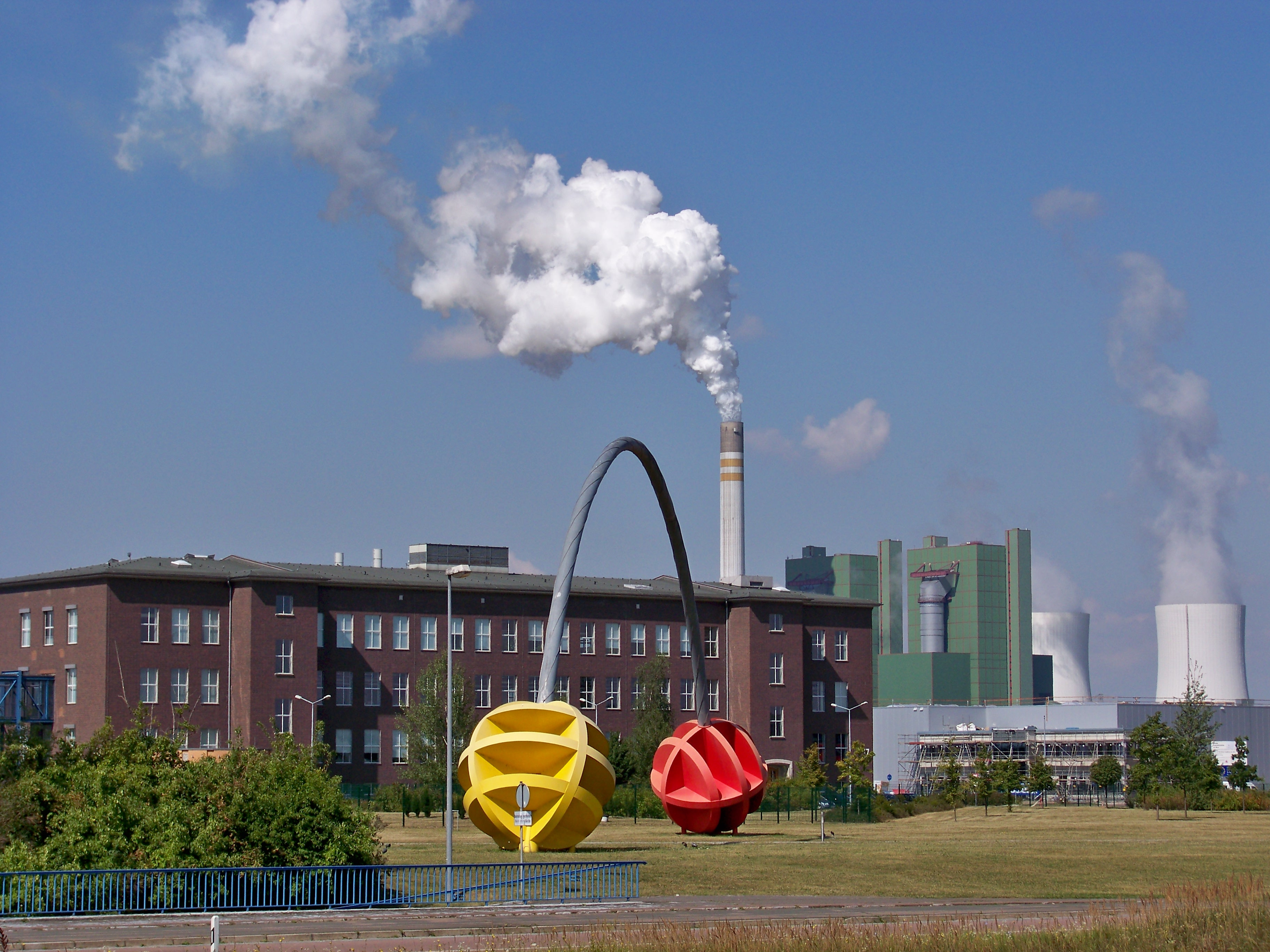
Buna-Werke är en del av Mitteldeutsches Chemiedreieck.

Mitteldeutsches Chemiedreieck, eller bara Chemiedreieck ("kemitrekanten") lokalt, syftar på industriområdet mellan städerna Halle an der Saale, Merseburg och Bitterfeld i förbundslandet Sachsen-Anhalt och Leipzig och Schkeuditz i delstaten Sachsen. Området är känt för sin stora kemi- och raffinaderiindustri. Området är även känt som den kemiska triangeln Leunawerke-Buna-Werke-Bitterfeld efter de äldsta produktionsanläggningarna. I området återfanns bland annat Orwo under DDR-tiden. Idag finns fortfarande stora produktionsanläggningar och under 1990-talet skedde omfattande moderniseringar. I Bitterfeld tillverkas bland annat Aspirin av Bayer AG.